# Footwork FA12
A Footwork FA12 egy Formula–1-es versenyautó, amit a Footwork Arrows csapat tervezett az 1991-es bajnokságra. Pilótái Michele Alboreto és Alex Caffi voltak, illetve később az utóbbit alkalmanként váltó Stefan Johansson. Az autó az egyik legsikertelenebb konstrukcióként ismeretes a Formula–1 történetében, főként a Porsche motor meglepő megbízhatatlansága miatt.

## A szezon
Már a szezon elején szerette volna a csapat bevetni, de az új Porsche 3512-es kódnevű V12-es motor túl nagy és nehéz volt, ezért aztán a kasztnit teljesen át kellett alakítani, hogy beférjen. Ezért az első három versenyen az Arrows A11-es átalakított, C-variánsával versenyeztek.
Végül San Marinóban vetették be először. Alboreto hatalmas balesetet szenvedett vele a Tamburello-kanyarban, ezért ő visszaült a régi autóba, Caffi azonban vele versenyzett, de még csak kvalifikálni se tudott vele. Monacóban aztán mindkét pilóta vezethette - Caffi ezúttal sem tudott kvalifikálni, Alboreto pedig kiesett. Miután Caffi megsérült egy közúti balesetben, Johansson helyettesítette őt Kanadában. Ezúttal mindkét versenyző kvalifikálni tudott, de mindketten kiestek. Mexikó sem hozott sokkal jobb eredményeket: Johansson nem tudott kvalifikálni, Alboreto kiesett, ráadásul a hétvégén négy különböző erőforrást is használtak, meghibásodások miatt.
A Porsche-motor nagyon nem váltotta be a hozzá fűzött reményeket, ezért a francia nagydíjtól visszacserélték a Ford V8-as erőforrására. Ez sem hozott azonban jelentős javulást: a hátralévő 10 versenyen összesen 7 indulást és 4 célba érést tudtak produkálni, legjobb eredményük pedig egy 10. hely volt. A szezon második felében prekvalifikációra kényszerültek, és sokszor már pénteken véget ért számukra a hétvége.

## Eredmények
| Év   | Csapat          | Kasztni | Motor            | Gumik | Pilóták          | 1   | 2   | 3   | 4   | 5   | 6   | 7   | 8   | 9   | 10  | 11  | 12  | 13  | 14  | 15  | 16  | Pontok | Helyezés |
| ---- | --------------- | ------- | ---------------- | ----- | ---------------- | --- | --- | --- | --- | --- | --- | --- | --- | --- | --- | --- | --- | --- | --- | --- | --- | ------ | -------- |
| 1991 | Footwork Arrows | FA12    | Porsche 3512 V12 | G     |                  | USA | BRA | SMR | MON | CAN | MEX | FRA | GBR | GER | HUN | BEL | ITA | POR | ESP | JPN | AUS | 0      | -        |
| 1991 | Footwork Arrows | FA12    | Porsche 3512 V12 | G     | Michele Alboreto |     |     |     | KI  | KI  | KI  |     |     |     |     |     |     |     |     |     |     | 0      | -        |
| 1991 | Footwork Arrows | FA12    | Porsche 3512 V12 | G     | Alex Caffi       |     |     | NK  | NK  |     |     |     |     |     |     |     |     |     |     |     |     | 0      | -        |
| 1991 | Footwork Arrows | FA12    | Porsche 3512 V12 | G     | Stefan Johansson |     |     |     |     | KI  | NK  |     |     |     |     |     |     |     |     |     |     | 0      | -        |
| 1991 | Footwork Arrows | FA12C   | Ford DFR V8      | G     | Michele Alboreto |     |     |     |     |     |     | KI  | KI  | NK  | NK  | NPK | NK  | 15  | KI  | NK  | 13  | 0      | -        |
| 1991 | Footwork Arrows | FA12C   | Ford DFR V8      | G     | Stefan Johansson |     |     |     |     |     |     | NK  | NK  |     |     |     |     |     |     |     |     | 0      | -        |
| 1991 | Footwork Arrows | FA12C   | Ford DFR V8      | G     | Alex Caffi       |     |     |     |     |     |     |     |     | NPK | NPK | NK  | NPK | NPK | NPK | 10  | 15  | 0      | -        |

## Forráshivatkozások
1. ↑  8W - Why? - Engine failures. www.forix.com. (Hozzáférés: 2024. május 25.)
2. ↑  Footwork A11C - ChicaneF1.com. www.chicanef1.com. (Hozzáférés: 2024. május 25.)
3. 1 2  A Footwork-sztori (magyar nyelven). Napi F1 sztori, 2019. szeptember 23. (Hozzáférés: 2024. május 25.)
4. ↑  Latest Formula 1 Breaking News - Grandprix.com. www.grandprix.com. (Hozzáférés: 2024. május 25.)